# 2024年J2最終節
2024年J2最終節では、2024年11月10日に行われた2024明治安田J2リーグ第38節（最終節）について記す。なお、本項では特に、最終節開始時点でJ1リーグへの自動昇格となる2位に入る可能性のあった横浜FC・V・ファーレン長崎（長崎）ならびに、同じくJ1昇格プレーオフ進出となる6位以内に入る可能性のあったモンテディオ山形（山形）・ジェフユナイテッド千葉（千葉）・ベガルタ仙台（仙台）の5クラブの絡む試合を中心に記す。

## 最終節までの経緯
この年のJ2リーグは、序盤から中盤にかけて清水エスパルス（清水）・横浜FC・長崎の3クラブによる三つ巴の戦いが繰り広げられてきたが、第24節終了後の中断明けから長崎は4戦未勝利（1分3敗）となり好調をキープする清水・横浜FCから離され自動昇格争いから一歩後退、優勝争いおよび自動昇格は清水と横浜FCのマッチレースになるかと思われた。しかし、それまでリーグ戦20戦無敗で勝てば自動昇格確定というところまでこぎつけた横浜FCが第35節仙台戦で3失点、第36節岡山戦で4失点とそれまでの堅守が嘘のように2試合合計7失点の連敗を喫して首位陥落。一方で、長崎が第31節から6勝1敗、特にホームスタジアムをPEACE STADIUM Connected by SoftBankに移転してからはホーム全勝と猛追を見せ、最終節を前に横浜FCの自動昇格を決めさせない状況にまでこぎ着けた。
一方、昇格プレーオフ進出となる6位以内の争いは、ファジアーノ岡山（岡山）が東京五輪ドイツ代表のGKスベンド・ブローダーセンを中心とした堅守を武器にシーズンを通じて上位をキープ。第37節終了時点でシーズン6位以内を確定させ、一足早くプレーオフ進出を決める一方で残りの2枠をめぐる争いは激しく、上位争いを繰り広げてきた仙台、中盤からジリジリと順位を上げてきた千葉、さらに前半戦は15位と低迷していたが、夏の移籍期間に地元出身のMF土居聖真と実績のあるFWディサロ燦シルヴァーノの獲得が功を奏して一気に順位を上げてきた山形の3クラブが争う構図となって最終節を迎えることになった。
| 順 | チーム                 | 試 | 勝 | 分 | 敗 | 得 | 失 | 差  | 点 | 昇格または降格       |
| -- | ---------------------- | -- | -- | -- | -- | -- | -- | --- | -- | -------------------- |
| 1  | 清水エスパルス (C, P)  | 37 | 25 | 4  | 8  | 67 | 38 | +29 | 79 | J1昇格               |
| 2  | 横浜FC                 | 37 | 22 | 9  | 6  | 60 | 27 | +33 | 75 | J1昇格               |
| 3  | V・ファーレン長崎      | 37 | 20 | 12 | 5  | 69 | 37 | +32 | 72 | J1昇格プレーオフ進出 |
| 4  | ファジアーノ岡山 (Q)   | 37 | 17 | 13 | 7  | 48 | 29 | +19 | 64 | J1昇格プレーオフ進出 |
| 5  | モンテディオ山形       | 37 | 19 | 6  | 12 | 51 | 36 | +15 | 63 | J1昇格プレーオフ進出 |
| 6  | ジェフユナイテッド千葉 | 37 | 19 | 4  | 14 | 67 | 44 | +23 | 61 | J1昇格プレーオフ進出 |
| 7  | ベガルタ仙台           | 37 | 17 | 10 | 10 | 48 | 43 | +5  | 61 |                      |

## 最終節
最終節、6クラブが絡む対戦カードは下記の通り。いずれも14時の同時キックオフが予定されていた。
- レノファ山口FC - 横浜FC（維新みらいふスタジアム）
- V・ファーレン長崎 - 愛媛FC（PEACE STADIUM Connected by SoftBank）
- 鹿児島ユナイテッドFC - ファジアーノ岡山（白波スタジアム）
- モンテディオ山形 - ジェフユナイテッド千葉（NDソフトスタジアム山形）
- ベガルタ仙台 - 大分トリニータ（ユアテックスタジアム仙台）

### 自動昇格の条件
横浜FCと長崎は勝ち点差が3ある一方で得失点差は1しか差がなく、「横浜FCが敗れ、長崎が勝利」の場合は長崎が逆転で自動昇格、それ以外のケースは横浜FCの自動昇格となる。横浜FCは引き分け以上で自動昇格を決められるが、仮に敗れると新ホームで無敗の長崎に分があるとも言えた。

### プレーオフ進出の条件
プレーオフ進出を争う3クラブのうち、5位山形と6位千葉の直接対決が組まれていたことから、各クラブのJ1昇格プレーオフ (PO) 進出条件は以下の通りとなった。
- 山形：千葉に引き分け以上でPO進出決定。千葉に負けても仙台が引き分け以下でPO進出決定
- 千葉：山形に勝てばPO進出決定。引き分けの場合は仙台が引き分け以下でPO進出決定
- 仙台：勝てばPO進出決定、引き分け以下の場合は山形vs千葉の結果次第（引き分けの場合は千葉の敗北が条件）

以上のように、3クラブとも勝利すれば（山形は引き分け以上で）自力でPO進出を決められる状況にあった。

### 前半
PO争い直接対決の山形で早々に試合が動く。開始2分、山形MFイサカ・ゼインの落としをDF安部崇士が左足のコントロールショットを決め山形が先制する。さらに23分には山形MF土居聖真がペナルティエリア内で千葉DF松田陸に倒されPKを獲得。松田はこのプレーで一発退場となってしまい、千葉は早々に数的不利の状況になってしまう。このPKをディサロ燦シルヴァーノが決めて2-0とすると、31分には山形DF川井歩のシュートのこぼれ球を土居が決めて3-0とし、前半のうちに試合の大勢を決める。
長崎は14分にマテウス・ジェズスが落ち着いて決めて先制するも、34分に愛媛DF尾崎優成のクロスが長崎守備陣に当たってゴールに吸い込まれオウンゴールで失点。しかし前半終了間際にFW笠柳翼のラストパスを受けたFWマルコス・ギリェルメが流し込んで1点リードで前半を終える。仙台は16分に真瀬拓海のヘディングでの折り返しが大分DFデルランのオウンゴールを誘い先制、そのままリードして折り返す。
その一方で、自力での自動昇格を目指す横浜FCだが、山口相手に失点こそしないものの決定機も作り出せず、前半はスコアレスで折り返す。以上から、横浜FCが自動昇格の権利を残し、山形と仙台がPO進出枠に滑り込む状況で前半を折り返す。
| 順位 | クラブ名               | スコア | 勝点 | 得失点 | 昇降 |
| ---- | ---------------------- | ------ | ---- | ------ | ---- |
| 2位  | 横浜FC                 | 0-0    | 76   | +33    | -    |
| 3位  | V・ファーレン長崎      | 2-1    | 75   | +33    | -    |
| 4位  | モンテディオ山形       | 3-0    | 66   | +18    | 1    |
| 5位  | ファジアーノ岡山       | 0-0    | 65   | +19    | 1    |
| 6位  | ベガルタ仙台           | 1-0    | 64   | +6     | 1    |
| 7位  | ジェフユナイテッド千葉 | 0-3    | 61   | +20    | 1    |

1. ↑  この時点でのスコアでそのまま試合終了すると仮定したもの

### 後半
後半早々の50分、長崎は右サイドから持ち上がったマテウス・ジェズスが中央にラストパスを送ると、駆け上がってきたFWマルコス・ギリェルメが決めてこの日2点目。同じ頃、仙台でも仙台MF相良竜之介が右サイドでのドリブルの仕掛けからラストパスを送ると、相手DFに当たって裏に流れたボールを仙台MF郷家友太が流し込み追加点を挙げる。
その後試合は各会場とも動かず終盤戦を迎え、長崎では72分に愛媛MF石浦大雅が決めて1点を返すもその3分後に長崎がMF松澤海斗のゴールで再び2点差とし、86分にマテウス・ジェズスのダメ押しとなる2点目が決まり5-2とする。山形では80分にMF坂本亘基とFW高橋潤哉のパス交換から崩して坂本が決めてダメ押しの4点目。仙台ではアディショナルタイム3分に大分DF薩川淳貴に1点返されるも試合はそのまま終了。
一方、山口では後半立ち上がりから横浜FCが攻勢に出るもゴールマウスが遠く、得点を奪えないものの、山口の反撃も許さずそのままスコアレスで試合が終了。最終節で勝ち点1をもぎ取って辛くも自動昇格を決めた。長崎は残り8試合を7勝1敗で猛追をみせたが、勝点1の差で及ばず3位でプレーオフに回る事となった。
その他のPO争いでは、最終節で岡山が鹿児島ユナイテッドFCに引き分けたことで山形は岡山を上回って4位に滑り込み、他会場の状況を見ながらしたたかに戦った仙台が勝ったことで、千葉は最後の最後にまさかの大敗でプレーオフ進出を逃した。
| 順 | チーム                 | 試 | 勝 | 分 | 敗 | 得 | 失 | 差  | 点 | 昇格または降格       |
| -- | ---------------------- | -- | -- | -- | -- | -- | -- | --- | -- | -------------------- |
| 1  | 清水エスパルス (C, P)  | 38 | 26 | 4  | 8  | 68 | 38 | +30 | 82 | J1 2025へ昇格        |
| 2  | 横浜FC (P)             | 38 | 22 | 10 | 6  | 60 | 27 | +33 | 76 | J1 2025へ昇格        |
| 3  | V・ファーレン長崎 (Q)  | 38 | 21 | 12 | 5  | 74 | 39 | +35 | 75 | J1昇格プレーオフ進出 |
| 4  | モンテディオ山形 (Q)   | 38 | 20 | 6  | 12 | 55 | 36 | +19 | 66 | J1昇格プレーオフ進出 |
| 5  | ファジアーノ岡山 (Q)   | 38 | 17 | 14 | 7  | 48 | 29 | +19 | 65 | J1昇格プレーオフ進出 |
| 6  | ベガルタ仙台 (Q)       | 38 | 18 | 10 | 10 | 50 | 44 | +6  | 64 | J1昇格プレーオフ進出 |
| 7  | ジェフユナイテッド千葉 | 38 | 19 | 4  | 15 | 67 | 48 | +19 | 61 | J2残留               |

## 試合結果
| レノファ山口FC | 0 - 0    | 横浜FC |
| -------------- | -------- | ------ |
|                | レポート |        |

| V・ファーレン長崎                                                                   | 5 - 2    | 愛媛FC                                     |
| ----------------------------------------------------------------------------------- | -------- | ------------------------------------------ |
| - マテウス・ジェズス 14分, 86分 - マルコス・ギリェルメ 45+1分, 50分 - 松澤海斗 75分 | レポート | - （田中隼人） 16分 (o.g.) - 石浦大雅 72分 |

| 鹿児島ユナイテッドFC | 0 - 0    | ファジアーノ岡山 |
| -------------------- | -------- | ---------------- |
|                      | レポート |                  |

| モンテディオ山形                                                                   | 4 - 0    | ジェフユナイテッド千葉 |
| ---------------------------------------------------------------------------------- | -------- | ---------------------- |
| - 安部崇士 02分 - ディサロ燦シルヴァーノ 27分 (PK) - 土居聖真 31分 - 坂本亘基 80分 | レポート |                        |

| ベガルタ仙台                               | 2 - 1    | 大分トリニータ    |
| ------------------------------------------ | -------- | ----------------- |
| - （デルラン） 16分 (o.g.) - 郷家友太 50分 | レポート | - 薩川淳貴 90+3分 |